# Hagyományos írásmód
A hagyományos írásmód a magyar helyesírás négy alapelvének egyike (AkH.11 86–91.).
Ennek körébe soroljuk mindazokat az eseteket, amelyekről a másik három alapelv (kiejtés, szóelemzés, egyszerűsítés) nem tud számot adni, tehát kivételesnek számítanak.

## Rendszerszerű formái
A kivételek között vannak olyanok, amelyek nem konkrét szavakra, hanem szavak egyes típusaira vonatkoznak, tehát amelyek alszabálynak éppúgy tekinthetők, mint kivételnek. Ilyenek például:
1. Nem érvényesül a kiejtés szerinti írásmód a latin írású nyelvekből átvett tulajdonnevek (személynevek, helynevek, márkanevek stb.) közül azoknál, amelyeknek nincs hagyományosan kialakult magyar változata, ezért ezeket eredeti alakjukban írjuk (AkH.11 214.).
  - Családnevek: Shakespeare, Byron, Goethe, Nietzsche, Molière, Rousseau, Boccaccio, Cervantes stb.
  - Helynevek: Bordeaux, Marseille, New York, Paraguay stb.
  - Márkanevek: Coca-Cola, Windows stb.
2. A kiejtés szerinti írásmód számos, latin írású idegen nyelvekből átvett köznévnél sem érvényesül; ezeknél tehát megőrizzük az eredeti írásmódot:
  - amelyek még nem honosodtak meg a magyarban, például shop, vagy ha meg is honosodtak a magyarban, nem illeszkednek a magyar hangrendszerbe, ezért nem kezeljük őket jövevényszóként, például musical (AkH.11 212.),
  - valamint a többtagú idegen kifejezésekben, például professor emeritus (AkH.11 213.).
3. Bizonyos szókapcsolatokat jelentésváltozás nélkül is egybeírunk:
  - anyagnévi minőségjelzős kapcsolatok, ha mindkét elem egytagú: aranygyűrű, faasztal (AkH.11 115.),
  - számnévi jelzős kapcsolatok, ha mindkét elem egytagú: ötéves, kétnapos (AkH.11 117. c)), (AkH.11 119.).
4. Az elválasztás kiejtés szerinti elvét figyelmen kívül hagyva magyar és idegen nevekben a kettőzött betűket még akkor is elválasztjuk, ha röviden hangzanak, például Kos-suth, Boc-cac-cio (nem pedig *Ko-ssuth, *Bo-ccac-cio), lásd az Elválasztás szócikket (AkH.11 229.).
5. A szótagszámlálás szabályát felülbírálva bizonyos összetételeket kivételesen egybeírunk: a települések nevét, az intézményneveket, a minisztériumok nevét, valamint három további szót (fehéroroszországi, akasztófáravaló, fizetővendéglátás), részletesen lásd a szótagszámlálás cikkében.
6. Bizonyos kapcsolatoknál az összetétel tényét nem jelölhetjük egybeírással; ezekről l. a különírt összetételtípusok listáját.
7. A j hangot egyes szavakban hagyományosan az ly betűvel jelöljük, noha ugyanazt a hangot ejtjük, mint a j betű esetén.
  - Az ilyen betűre végződő szavak közül a főneveket úgy toldalékoljuk, mint ha a korábban létező ly hangot (palatális laterálist) ejtenénk megnyújtva, például királlyal (nem *királyjal), igéknél viszont már j alakban kapcsoljuk a toldalékot, például folyjon (noha korábban itt is nyújtott ly hangzott, amelyben nem volt nyoma j-nek).
8. A gy hangot hagyományosan, de következetlenül g + y-nal jelöljük, noha nem a g, hanem a d hang lágyítása.

## Egyedi szavakra vonatkozó formái
A kiejtéstől eltérő írásmódú közneveket, amelyek szintén a hagyományos írásmód körébe tartoznak, l. A kiejtéstől eltérő írásmódú magyar köznevek listája cikkben!
1. A magyar családnevek egy jelentős részénél nem a kiejtés érvényesül, például Kossuth, Széchenyi, Dessewffy, Kazinczy, Batthyány, Jósika, Vargha, Kováts, Kiss, Tóth  (AkH.11 12., AkH.11 87., AkH.11 156.)
  - nem megjósolható kiejtésű magyar családnevek: Jékely, Moholy-Nagy, Konkoly Thege (az ly-t a megjelölt személyek nevében [li]-nek ejtjük), Kmety György (a ty [ti]-nek hangzik).
2. Egybeírás bizonyos konkrét szavaknál:
  - alanyos szókapcsolatok (igenévi ige): szúette, molyrágta (AkH.11 106. c), OH. 103–104.)
  - minőségjelzős kapcsolatok: jótett, nagyfokú (AkH.11 107. c), OH. 108.)
    - melléknévi igeneves minőségjelzős kapcsolatok: forgószínpad, mozgókórház, javítóműhely, mérőműszer, vendéglátóipar, előhívótank, ill. előadóművész (AkH.11 112., OH. 114.), aludttej, holtpont (AkH.11 113., bár ezeknél a jelentésváltozásra is lehet hivatkozni, vö. OH. 114.)

  - birtokos jelzős kapcsolatok: napkelte, városháza (AkH.11 128. d), OH. 119.)
  - határozós kapcsolatok: partraszállás, kézhezvétel (AkH.11 125. d), OH. 105–106.)
3. Számos jövevényszóvá vált idegen szót nem a mai szabályok szerint írunk át és használunk a magyarban, hanem aszerint, ahogy történetileg meghonosodtak a magyar nyelvben, l. Hagyományos átírás.
4. Egyes többszavas kifejezések rövidített formájában nem őrizzük meg a különírást, hanem egybeírjuk a kezdőbetűiket: vö. (vesd össze), stb. (s a többi), NB. (nota bene!), tvr. (törvényerejű rendelet), l. AkH.11 277. a)
5. A taj, áfa és eva rövidítéseket, mivel kisbetűsek és egyben kiejthetőek, közszóként kezeljük (a tévé mintájára), és egybeírjuk őket a toldalékokkal és utótagokkal (OH. 403.)
6. Egyéb közszói kivételek, ahol a szótagszámlálás szabálya nem érvényesül, és egybeírjuk őket: akasztófáravaló, fizetővendéglátás, fehéroroszországi (OH. 131.)

## Ahol csak részben érvényesül
Bizonyos típusú (idegen eredetű) szavaknál részben a kiejtés szerinti írásmód, részben a hagyományos írásmód érvényesül; ezek listáját l. a kiejtés szerinti írásmód cikkében.